# Richtlinie (EU) 2015/637
Artikel 23 AEUV regelt, dass nicht vertretenen Unionsbürgern konsularischer Schutz unter denselben Bedingungen wie Staatsangehörigen des Mitgliedstaates mit konsularischer Vertretung gewährt werden soll. Die Umsetzung dieser Bestimmung erfolgt durch die Richtlinie (EU) 2015/637 des Rates vom 20. April 2015 über Koordinierungs- und Kooperationsmaßnahmen zur Erleichterung des konsularischen Schutzes von nicht vertretenen Unionsbürgern in Drittländern. 

## Weblink
- Richtlinie (EU) 2015/637 des Rates vom 20. April 2015 über Koordinierungs- und Kooperationsmaßnahmen zur Erleichterung des konsularischen Schutzes von nicht vertretenen Unionsbürgern in Drittländern und zur Aufhebung des Beschlusses 95/553/EG